# Manukau
Manukau es una ciudad de la Región de Auckland, en la Isla Norte de Nueva Zelanda. Es una ciudad relativamente joven, su población es de 368 500 habitantes (estimada a junio de 2009), es la tercera ciudad más grande de Nueva Zelanda. El nombre Manukau, es de origen maorí. En Manukau se encuentra el Aeropuerto Internacional de Auckland, por donde ingresan 1 700 000 visitantes cada año a Nueva Zelanda, se encuentra a 25 minutos del centro de Auckland, Isla Norte de Nueva Zelanda.